# 宮島竜治
宮島 竜治（みやじま りゅうじ、1967年7月13日 - ）は、日本の編集技師、映画監督である。神奈川県横浜市出身。大田区立羽田中学校出身　東京藝術大学大学院映像研究科　客員教授。

## 人物・来歴
日本映画学校（現・日本映画大学）を第1期生として卒業。在学中に学校で講師をしていた境誠一がセカンド助手を捜していた為、そのままフリーの編集助手となる。その時の旧大映京都出身の編集技師・谷口登司夫に師事。
以後、阿部亙英、大島ともよ、鈴木歓らの助手につき、1996年公開の『ロマンス』（監督: 長崎俊一）で編集技師としてデビューした。『スウィングガールズ』、『ALWAYS 三丁目の夕日』での、2005、2006年の日本アカデミー賞の最優秀編集賞2年連続受賞に続き、2014年に『永遠の0』で3度目、2024年に『ゴジラ-1.0』で4度目の日本アカデミー賞最優秀編集賞を受賞。
2007年公開の『歌謡曲だよ、人生は〜乙女のワルツ』で映画監督としてもデビューした。

## フィルモグラフィ

### 映画
- ロマンス（長崎俊一監督）
- 20世紀ノスタルジア（原將人監督）
- 不機嫌な果実（成瀬活雄監督）
- ヒロイン!なにわボンバーズ（三原光尋監督）
- 富江（及川中監督）
- チャカ2（渡辺武監督）
- 凶犯（HIDE監督）
- ナビィの恋（中江裕司監督）
- 富江 replay（光石富士朗監督）
- 岸和田少年野球団（渡辺武監督）
- 九ノ一金融道（梶間俊一監督）
- GLOW/僕らはここに（前田哲監督）
- 本日またまた休診なり（山城新伍監督）
- 富江 re-birth（清水崇監督）
- あしたはきっと…（三原光尋監督）
- ウォーターボーイズ（矢口史靖監督）
- みすゞ（五十嵐匠監督）
- 絵里に首ったけ（三原光尋監督）
- 富江・最終章／禁断の果実（中原俊監督）
- RED HARP BLUES（高橋正弥監督）
- 17歳（今関あきよし監督）
- ホテル・ハイビスカス（中江裕司監督）
- 白百合クラブ東京へ行く（中江裕司監督）
- 蛇イチゴ（西川美和監督）
- HAZAN（五十嵐匠監督）
- スウィングガールズ（矢口史靖監督）
- のんきな姉さん（七里圭監督）
- 夢で逢えたら（七里圭監督）
- ガキンチョ★ROCK（前田哲監督）
- お父さんのバックドロップ（李闘士男監督）
- 村の写真集（三原光尋監督）
- ザ・ゴールデン・カップス ワンモアタイム（サン・マー・メン監督）
- リンダリンダリンダ（山下敦弘監督）
- キャッチボール屋（大崎章監督）
- Jam Films S「すべり台」（アベユーイチ監督）
- ALWAYS 三丁目の夕日（山崎貴監督）
- テニスの王子様（アベユーイチ監督）＊森下博昭と共同
- female「女神のかかと」（西川美和監督）
- ゆれる（西川美和監督）
- アダン（五十嵐匠監督）
- 恋しくて（中江裕司監督）
- 松ヶ根乱射事件（山下敦弘監督）＊菊井貴繁と共同
- マリッジリング（七里圭監督）＊村上雅樹と共同
- ユメ十夜「第九話」（西川美和監督）
- 歌謡曲だよ、人生は〜乙女のワルツ（宮島竜治監督）
- 天然コケッコー（山下敦弘監督）
- 親指さがし（熊澤尚人監督）
- バックダンサーズ！（永山耕三監督）
- ALWAYS 続・三丁目の夕日（山崎貴監督）
- 百万円と苦虫女（タナダユキ監督）＊菊井貴繁と共同
- しあわせのかおり（三原光尋監督）
- ハッピーフライト（矢口史靖監督）
- 俺たちに明日はないッス（タナダユキ監督）
- K-20 怪人二十面相・伝（佐藤嗣麻子監督）
- ディア・ドクター（西川美和監督）
- 真夏の夜の夢（中江裕司監督）
- BALLAD 名もなき恋のうた（山崎貴監督）
- キラー・ヴァージンロード(岸谷五朗監督)
- こまどり姉妹がやって来る ヤァ!ヤァ!ヤァ!(片岡英子監督)＊村上雅樹と共同
- 時をかける少女（谷口正晃監督）
- てぃだかんかん〜海とサンゴと小さな奇跡〜 (李闘士男監督)
- ボックス!(李闘士男監督)
- SPACE BATTLESHIP ヤマト（山崎貴監督）
- ウルトラマンゼロ THE MOVIE 超決戦!ベリアル銀河帝国（アベユーイチ監督）＊編集監修として参加。編集：鈴木真一
- 毎日かあさん（小林聖太郎監督）
- ロボジー（矢口史靖監督）
- ALWAYS 三丁目の夕日'64（山崎貴監督）
- 宇宙兄弟（森義隆監督）
- 夢売るふたり（西川美和監督）
- ふがいない僕は空を見た（タナダユキ監督）
- 中学生円山（宮藤官九郎監督）
- 体脂肪計タニタの社員食堂（李闘士男監督）
- 四十九日のレシピ（タナダユキ監督）
- 永遠の0（山崎貴監督）
- WOOD JOB！（ウッジョブ）〜神去なあなあ日常〜（矢口史靖監督）
- 幕末高校生（李闘士男監督）
- マエストロ!（小林聖太郎監督）
- あしたになれば。（三原光尋監督）
- トイレのピエタ（松永大司監督）
- 脳漿炸裂ガール（アベユーイチ監督）
- ロマンス（タナダユキ監督）
- ライチ☆光クラブ（内藤瑛亮監督）
- TOO YOUNG TO DIE! 若くして死ぬ（宮藤官九郎監督）
- 永い言い訳（西川美和監督）
- ハッピーウエディング（片島章三監督）
- 海賊とよばれた男（山崎貴監督）
- サバイバルファミリー（矢口史靖監督）
- DESTINY 鎌倉ものがたり（山崎貴監督）
- 巫女っちゃけん。（グ・スーヨン監督）
- コーヒーが冷めないうちに（塚原あゆ子監督）
- 盆唄（中江裕司監督）
- 初恋　お父さん、チビがいなくなりました（小林聖太郎監督）
- 二宮金次郎（五十嵐匠監督）
- アルキメデスの大戦（山崎貴監督）
- ダンスウィズミー（矢口史靖監督）
- おいしい家族（ふくだももこ監督）
- ロマンスドール（タナダユキ監督）
- 弥生、三月　君を愛した30年（遊川和彦監督）
- 君が世界のはじまり（ふくだももこ監督）
- すばらしき世界（西川美和監督）
- NO CALL NO LIFE（井樫彩監督）
- 奥様は、取り扱い注意（佐藤東弥監督）
- 浜の朝日の嘘つきどもと（タナダユキ監督）
- ずっと独身でいるつもり？（ふくだももこ監督）
- 島守の塔（五十嵐匠監督）
- ゴーストブック　おばけずかん（山崎貴監督）
- マイ・ブロークン・マリコ（タナダユキ監督）
- 土を喰らう十二ヵ月（中江裕司監督）
- オレンジ・ランプ（三原光尋監督）
- アントニオ猪木をさがして（三原光尋監督）
- ゴジラ-1.0（山崎貴監督）

### テレビドラマ
- 七瀬ふたたび（TXN）
- 今そこにもある危機(衛星劇場、オムニバス、三原光尋監督)
- 奥様レンジャー〜台所より愛をこめて〜(TXN、テレビせとうち＝衛星劇場制作)
- ショートフィルム道「スパイ道 女スパイ編」#4 バックパッカースパイ野々子 タイでタ〜イヘン!!（BS-i、オムニバス、三原光尋監督）
- 顔のない女 〜エンバーマー村上美弥子〜（BSジャパン）＊伊藤伸之と共同
- WOWOWドラマW向田邦子 イノセント（WOWOWプライム）（第1話～第3話）
- コールミー・バイ・ノーネーム（MBS毎日放送）

### テレビドキュメンタリー
- 琉球の魂を唄う（NHK-BS／ドキュメンタリー）（中江裕司監督）
- 裸にしたい男たち／宮迫博之32歳・宮迫が笑われなくなった日（NHK-BSハイビジョン）（西川美和監督）
- にっぽんの芸能 沖縄の文化を受け継ぐ 沖縄芝居「首里子(しゅうりつ)ユンタ」（Eテレ／ドキュメンタリー）（中江裕司監督）
- にっぽんの芸能 琉球の至宝 組踊を楽しむ 組踊「 手水の縁（てみずのえん） 」（Eテレ／ドキュメンタリー）（中江裕司監督）

### アニメ作品
- EX MACHINA -エクスマキナ-
- バイオハザード:ディジェネレーション
- friends もののけ島のナキ
- NIGHT OF THE WEREHOG
- Halo Legends エピソード7【The Package】
- キャプテンハーロック -SPACE PIRATE CAPTAIN HARLOCK-
- STAND BY ME ドラえもん

### ディレクター作品
- ザ・ゴールデン・カップス（ライブOP映像など）
- 不滅の男 エンケン対日本武道館（遠藤賢司監督）劇場予告編
- 夢売るふたり（西川美和監督）（Blu-ray特典映像（夢売るふたりのうちがわ））
- 中学生円山（宮藤官九郎監督）（イベント用映像（エンケンVSクドカン））

### 出演作など
- ノンフィクションW 映画タイトルデザイナー・赤松陽構造 文字にこめた“自由” (WOWOW、インタヴュー出演)

### 受賞歴
- 2002年 第25回日本アカデミー賞 優秀編集賞『ウォーターボーイズ』
- 2003年 第3回日本映画テレビ技術協会映像技術奨励賞『蛇イチゴ』
- 2005年 第28回日本アカデミー賞 最優秀編集賞『スウィングガールズ』
- 2006年 第29回日本アカデミー賞 最優秀編集賞『ALWAYS 三丁目の夕日』
- 2008年 第31回日本アカデミー賞 優秀編集賞『ALWAYS 続・三丁目の夕日』
- 2010年 第33回日本アカデミー賞 優秀編集賞『ディア・ドクター』
- 2012年 第55回アジア太平洋映画祭 編集賞ノミネート『夢売るふたり』
- 2014年 第38回日本アカデミー賞 最優秀編集賞『永遠の0』[2]
- 2016年 第40回日本アカデミー賞 優秀編集賞『海賊とよばれた男』
- 2020年 第43回日本アカデミー賞  優秀編集賞『アルキメデスの大戦』
- 2024年 第47回日本アカデミー賞 最優秀編集賞『ゴジラ-1.0』[3][4]

### 助手作品
【劇場映画】
- 利休（勅使河原宏監督／編集：谷口登司夫）
- 3−4X10月（北野武監督／編集：谷口登司夫）
- もうひとつの原宿物語(石田芳子監督／編集：谷口登司夫)
- カンバック（ガッツ石松監督／編集：吉田博）
- TARO! MOMOTARO IN TROUBLE(石井てるよし監督／編集：大島ともよ)
- さよなら、こんにちわ(福田陽一郎監督／編集：大島ともよ)
- 上方苦界草紙（村野鐵太郎監督／編集：阿部亙英）
- 豪姫（勅使河原宏監督／編集：谷口登司夫）
- 七人のおたく（山田大樹監督／編集：阿部亙英）
- 写楽（篠田正浩監督／編集：阿部亙英）
- 幻の光（是枝裕和監督／編集：大島ともよ）
- ゲレンデがとけるほど恋したい！（廣木隆一監督／編集：鈴木歓）
- 瀬戸内ムーンライトセレナーデ（篠田正浩監督／編集：阿部亙英）
- 復讐／運命の訪問者（黒沢清監督／編集：鈴木歓）
- 復讐／消えない傷痕（黒沢清監督／編集：鈴木歓）
- MIDORI（廣木隆一監督／編集：鈴木歓）
- 狼の眼（細野辰興監督／編集：鈴木歓）
- かっ鳶五郎（長濱英高監督／編集：大島ともよ）
- らせん（飯田譲治監督／編集：阿部浩英）＊編集協力として参加
- バブルと寝た女たち（新村良二監督／編集：境誠一）

【オリジナルビデオ】
- テクニカル・ヴァージン 柴田敏行監督／編集：大島ともよ
- タフPART-1/誕生編 原田眞人監督／編集：阿部浩英
- タフPART-2/復讐編 門奈克夫監督／編集：阿部浩英
- 2人のマジカルナイト 牛山真一監督／編集：佐藤康雄
- 神様のピンチヒッター 矢作俊彦監督／編集：阿部浩英
- 右向け左! 自衛隊へ行こう!/1・2 富永憲治監督／編集：阿部浩英
- とんぼりの竜（＊DVD題名『難波現金問屋 とんぼりの竜』）萩庭貞広監督／編集：菅野善雄
- サンクチュアリPART2・3 吉野晴亮監督／編集：鈴木歓

【テレビドラマ】
- 大江戸捜査網（橋爪淳版(1)）（TX、シリーズ中2話）編集：境誠一
- 仕掛人・藤枝梅安（FNN、2時間SP）監督：吉田啓一郎／編集：谷口登司夫
- 風車の浜吉捕物綴（FNN、テレビシリーズ内2話分）編集：谷口登司夫
- 徳川無頼帳（TX、テレビシリーズ内4話分）編集：境誠一／井上秀明
- 七衛門の首（CX、1時間SP）監督：原田徹／編集：谷口登司夫
- 八丁堀捕物ばなし第1シーズン(全14話) 編集：谷口登司夫
- 金田一耕助の傑作推理(17)三ツ首塔 呪われた遺産が招く血の惨劇(TBS、2時間SP) 監督：関本郁夫／編集：谷口登司夫
- 金田一耕助の傑作推理(19)女王蜂 古都に響く月琴の音色・鬼面が踊ると人が死ぬ (TBS、2時間SP) 監督：関本郁夫／編集：谷口登司夫
- 御家人斬九郎(1) スペシャル かたてわざ 第1シーズン(FNN、第1話のみ) 監督：三村晴彦／編集：谷口登司夫

## 参考資料
- 『映像編集の秘訣2 現役映像編集者が明かす編集の実践技法』(協)日本映画・テレビ編集協会編（玄光社）